# George Armstrong Custer
Oberstløjtnant George Armstrong Custer (5. december 1839 – 25. juni 1876) var en amerikansk kavaleriofficer, bedst kendt for sit nederlag i slaget ved Little Bighorn mod en koalition af indfødte amerikanske stammer anført af høvdingen Sitting Bull og strategen Crazy Horse.
Han blev som 24-årig udnævnt til midlertidig (Brevet) general. Under den amerikanske borgerkrig udmærkede han sig ved en række dristige, men altid succesfulde kavaleriangreb, som gjorde ham til lidt af et idol hjemme i nordstaterne, hvor man kunne læse om hans bedrifter i aviserne. Han spillede desuden en stor rolle i krigens sidste dage, da hans tropper var med til at afskære sydstatshærens flugtrute. Efter borgerkrigen forsøgte han sig på de store sletter som den militære leder i kampen mod de indfødte amerikanere. Han fik en enorm presseomtale i forbindelse med et overraskelsesangreb i slaget ved Washita River den 27. november 1868. De indfødte amerikanere var svære at opspore om sommeren, hvorfor Custer forsøgte sig med et vintertogt.
Senere faldt han i unåde – måske af politiske årsager. Han blev dog taget til nåde igen, da den amerikanske hær simpelt hen ikke kunne finde de indfødte amerikanske krigere på deres fangstområder i Montana, Wyoming og South Dakota. Ved en ekspedition til Sioux-stammens hellige land: Black Hills i South Dakota fandt han rige guldforekomster. Det tiltrak mange eventyrlystne indvandrere, som overskred traktater indgået mellem regeringen og de indfødte amerikanere. Hvilket igen førte til øgede konflikter og endegyldigt til Slaget om Little Bighorn.
Efter Custers død nød han endnu en gang stor omtale som en legendarisk militær leder bl.a. takket være hustruens indsats. I de senere år diskuteres hans rolle fra en mere politisk synsvinkel, som gav mere plads til de indfødte amerikanere. Bl.a. kædes massakren ved Wounded Knee i 1890 sammen med Custers tilsvarende massakre mod kvinder og børn i 1868 samt hans forsøg på noget tilsvarende ved Little Bighorn i 1876.
George Custer er blevet portrætteret i film af følgende skuespillere Francis Ford (1912 to gange), Ned Finley (1916), Dustin Farnum (1926), John Beck (1926), Clay Clement (1933). John Miljan (1936), Frank McGlynn (1936), Paul Kelly (1940), Addison Richards (1940), Ronald Reagan (1940), Errol Flynn (1941), James Millican (1942), Sheb Wooley (1952), Douglas Kennedy (1954), Britt Lomond (1958), Philip Carey (1965), Leslie Nielsen (1966), Robert Shaw (1967), Wayne Maunder (1967 & 1990), Richard Mulligan (1970), Marcello Mastroianni (1974), Ken Howard (1977), James Olsen (1977), Gary Cole (1991), Josh Lucas (1993), Peter Horton (1996), William Shockley (1997) og Bill Hader (2009).